# 学部教育

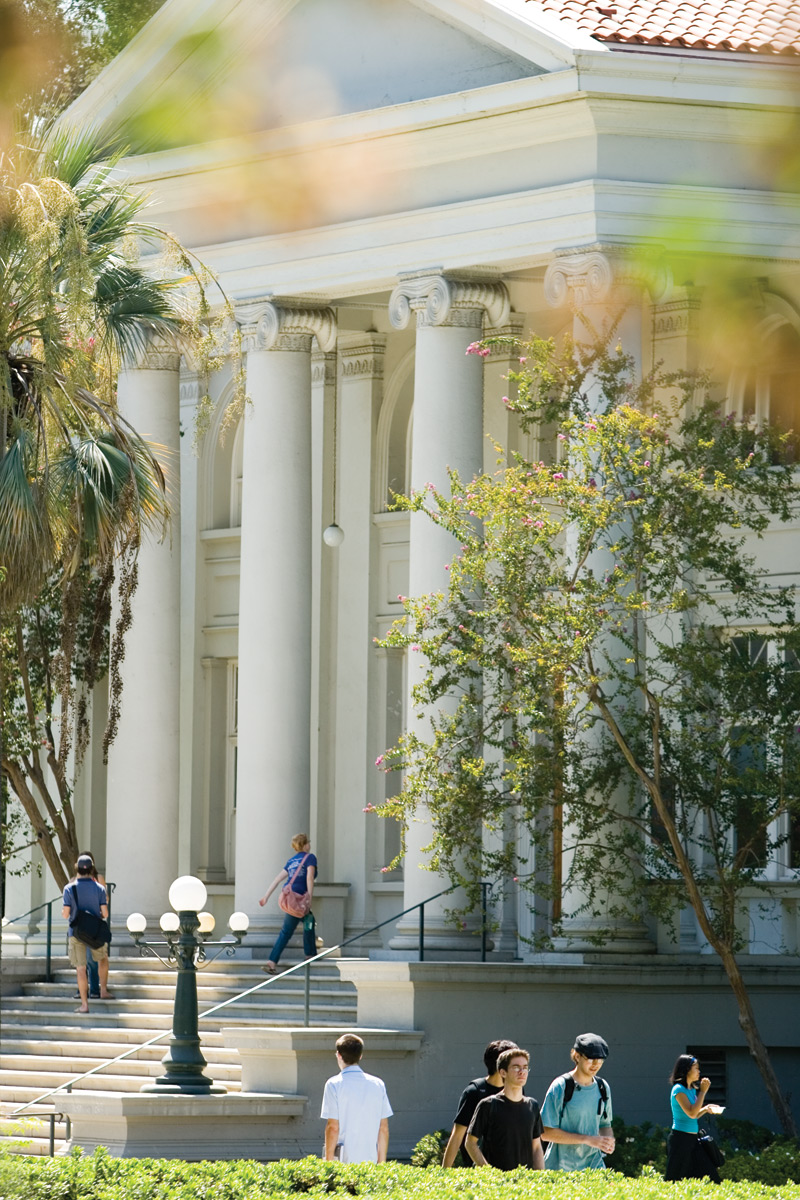
ポモナ・カレッジ(写真)などのリベラル・アーツ・カレッジは、一般的に排他的に学部教育を提供

学部教育（英:undergraduate education）とは高等教育機関における中等教育修了からと大学院教育開始の間の教育を指す。日本や米国では学部教育を受ける学生を学部生（英: undergraduate）といい大学院教育を受ける学生を大学院生（英：graduate students）という。米国では四年制大学の学部学生だけではなくコミュニティカレッジの学生なども学部生と呼ばれることがある。日米における学部課程は学士号の取得を目指すためのものであるが、その他の国では修士号の取得を目指す課程が学部教育とみなされることがある（例：イギリスにおける理系課程の一部、ヨーロッパの医学部の一部）

## 国別概要

### アフリカ

#### ナイジェリア
ナイジェリアでは一部の専攻を除き学部は四年制である。医学、建築は六年制、臨床検査学、法学、工学、看護の一部などは五年制だが十分勉強するために六年在学する者が多い。看護系の学部課程は修了年限が二年から五年まで幅広い。

#### ブラジル

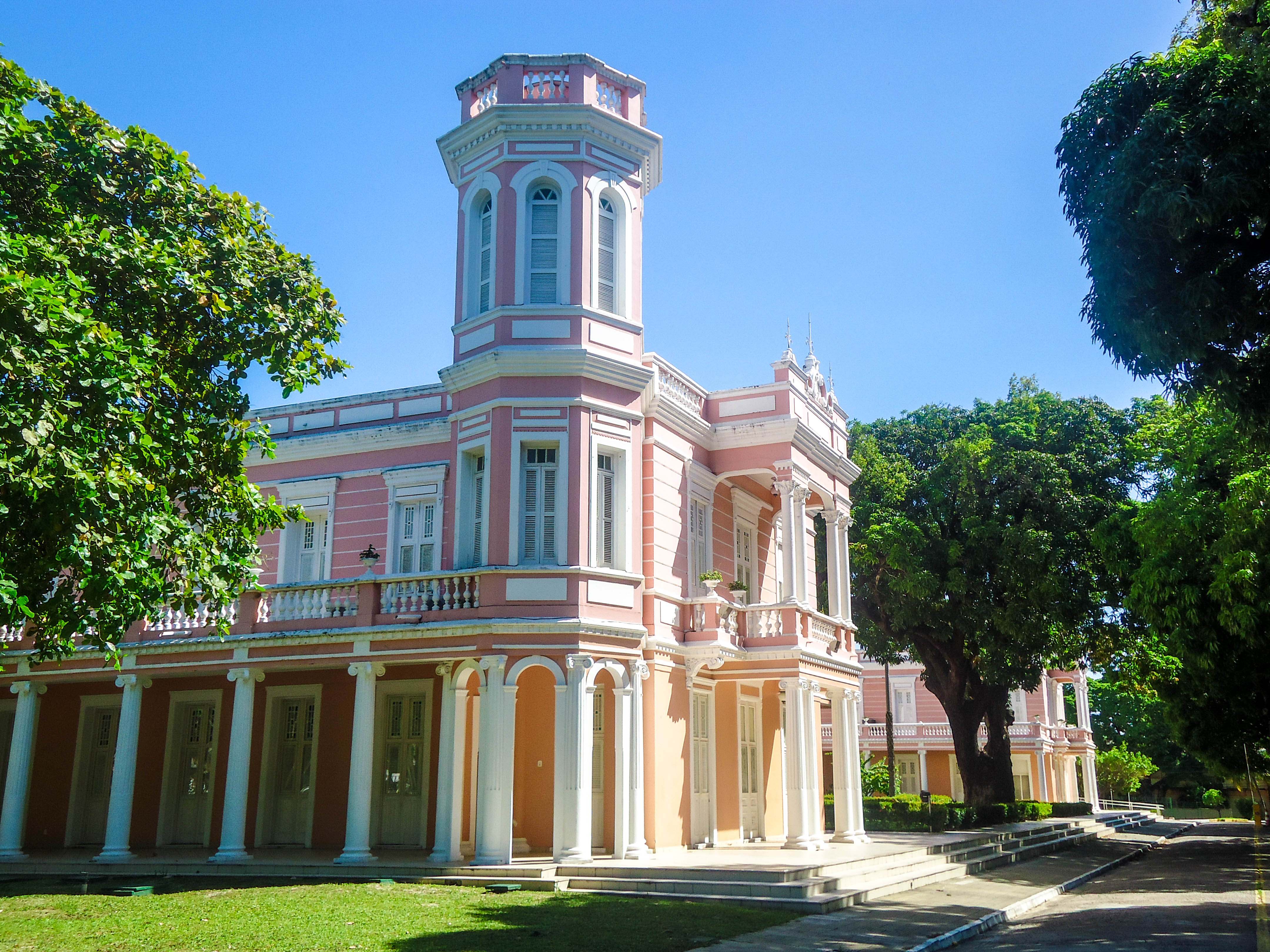
セアラ連邦大学

#### United States system

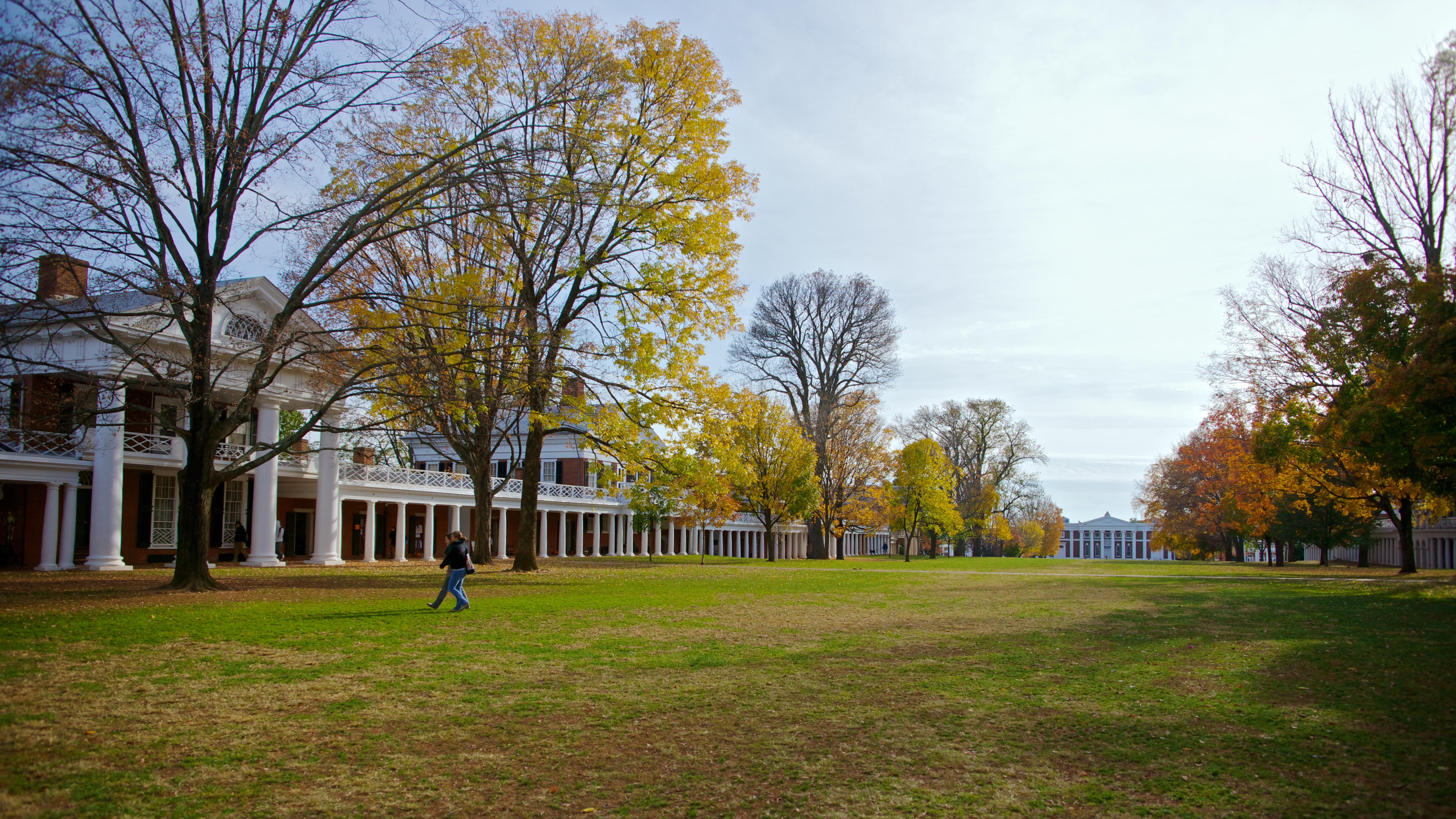
バージニア大学

#### 香港

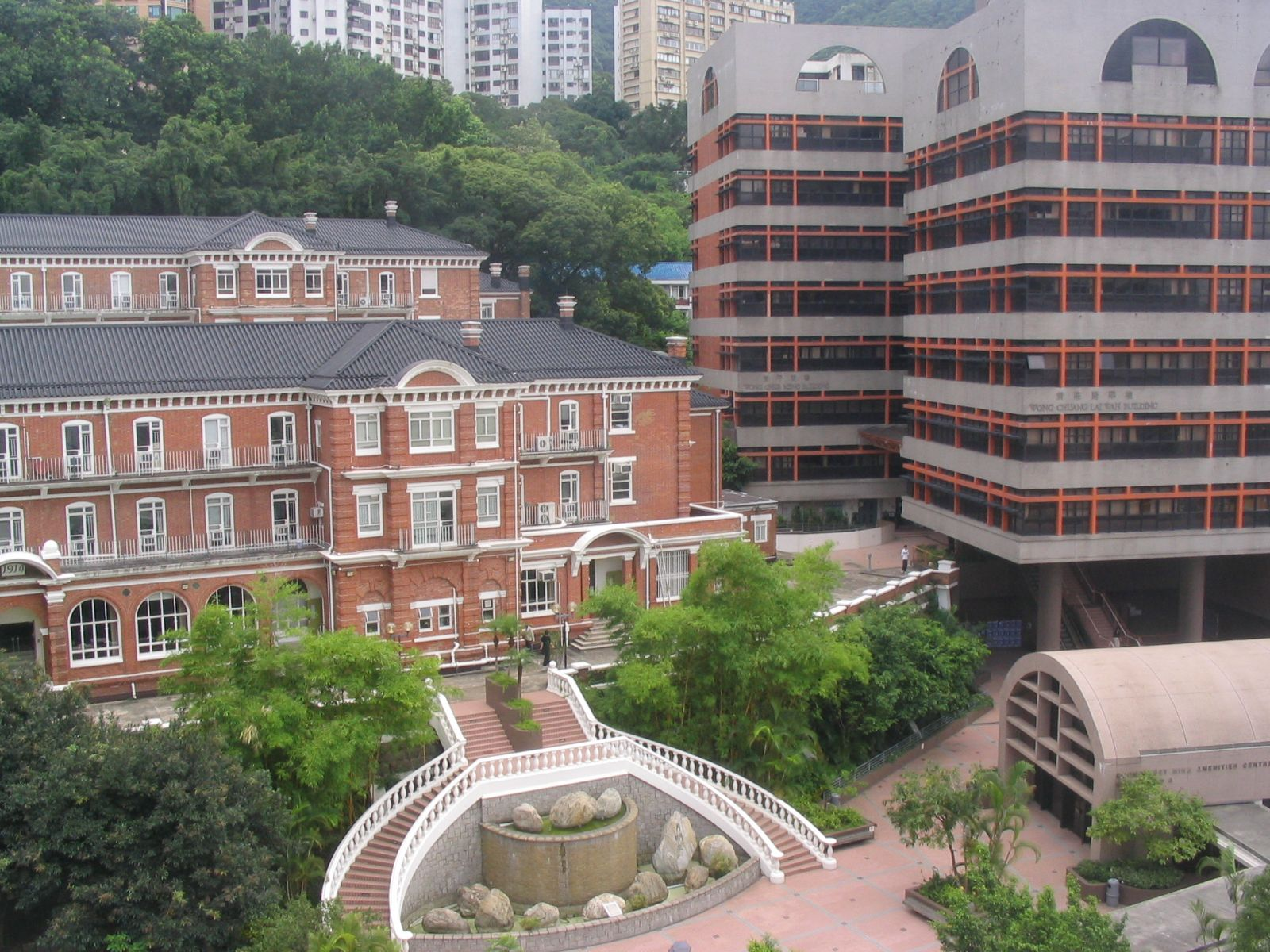
香港大学

#### パキスタン

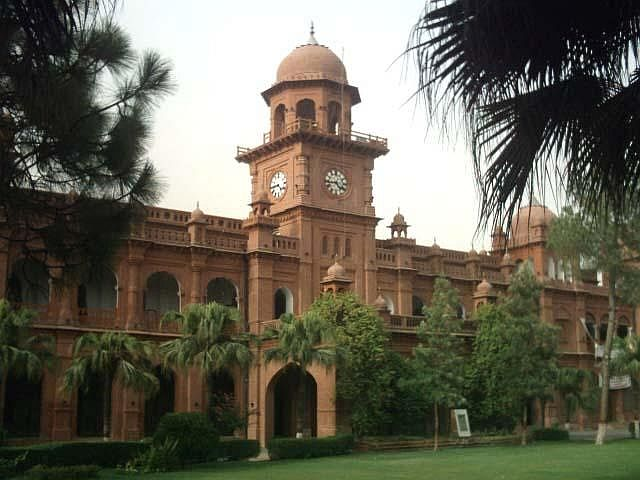
パンジャブ大学